# Віллевереська сільська рада
Ві́ллевереська сільська рада (ест. Villevere külanõukogu, рос. Виллевереский сельский совет) — сільська рада в Естонській РСР, адміністративно-територіальна одиниця в складі повіту Вільяндімаа (1945—1950) та Тюріського району (1950—1954).

## Населені пункти
Сільській раді підпорядковувалися села: Віллевере (Villevere), Муріку (Muriku), Вакі-Тирваауґу (Vaki-Tõrvaaugu), Рассі (Rassi).

## Історія
13 вересня 1945 року на території волості Кабала  у Вільяндіському повіті утворена Віллевереська сільська рада з центром у селі Віллевере.
26 вересня 1950 року, після скасування в Естонській РСР повітового та волосного поділу, сільська рада ввійшла до складу новоутвореного Тюріського сільського району.
17 червня 1954 року в процесі укрупнення сільських рад Естонської РСР Віллевереська сільська рада ліквідована, а її територія склала західну частину Оллепаської сільської ради.